# Táliga
Táliga je španělská obec situovaná v provincii Badajoz (autonomní společenství Extremadura).

## Poloha
Obec je vzdálena 20,1 km od města Olivenza, 43 km od města Badajoz a 94 km od Méridy. Patří do okresu Llanos de Olivenza a soudního okresu Olivenza.

## Historie
V roce 1834 se obec stává součástí soudního okresu Olivenza. V roce 1857 čítala obec 140 usedlostí a 510 obyvatel.

## Odkazy

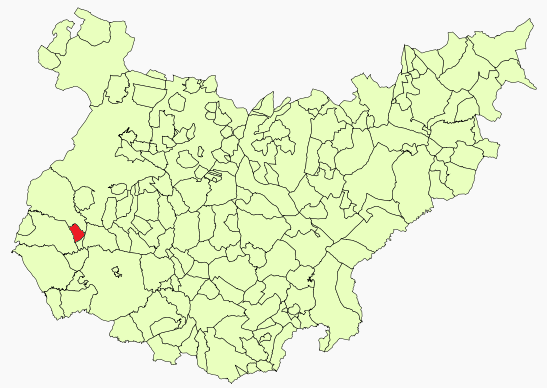
Poloha obce v provincii Badajoz

## Demografie
| Populace obce Táliga z let (1857–2010) | Populace obce Táliga z let (1857–2010) | Populace obce Táliga z let (1857–2010) | Populace obce Táliga z let (1857–2010) | Populace obce Táliga z let (1857–2010) | Populace obce Táliga z let (1857–2010) | Populace obce Táliga z let (1857–2010) | Populace obce Táliga z let (1857–2010) | Populace obce Táliga z let (1857–2010) | Populace obce Táliga z let (1857–2010) | Populace obce Táliga z let (1857–2010) | Populace obce Táliga z let (1857–2010) | Populace obce Táliga z let (1857–2010) | Populace obce Táliga z let (1857–2010) | Populace obce Táliga z let (1857–2010) | Populace obce Táliga z let (1857–2010) | Populace obce Táliga z let (1857–2010) | Populace obce Táliga z let (1857–2010) |
| -------------------------------------- | -------------------------------------- | -------------------------------------- | -------------------------------------- | -------------------------------------- | -------------------------------------- | -------------------------------------- | -------------------------------------- | -------------------------------------- | -------------------------------------- | -------------------------------------- | -------------------------------------- | -------------------------------------- | -------------------------------------- | -------------------------------------- | -------------------------------------- | -------------------------------------- | -------------------------------------- |
| 1857                                   | 1860                                   | 1877                                   | 1887                                   | 1897                                   | 1900                                   | 1910                                   | 1920                                   | 1930                                   | 1940                                   | 1950                                   | 1960                                   | 1970                                   | 1981                                   | 1991                                   | 2001                                   | 2010                                   |                                        |
| 510                                    | 513                                    | 717                                    | 811                                    | 762                                    | 987                                    | 1 134                                  | 1 283                                  | 1 334                                  | 1 509                                  | 1 476                                  | 1 497                                  | 1 033                                  | 795                                    | 717                                    | 738                                    | 792                                    |                                        |